# Pico do Gaspar
O Pico do Gaspar é uma elevação portuguesa localizada na freguesia das Furnas, concelho da Povoação, ilha de São Miguel, arquipélago dos Açores.
Este acidente geológico tem o seu ponto mais elevado a 382 metros de altitude acima do nível do mar encontra-se nas proximidades da Lagoa das Furnas e da loccalidade das Furnas.